# Torre y empalizada

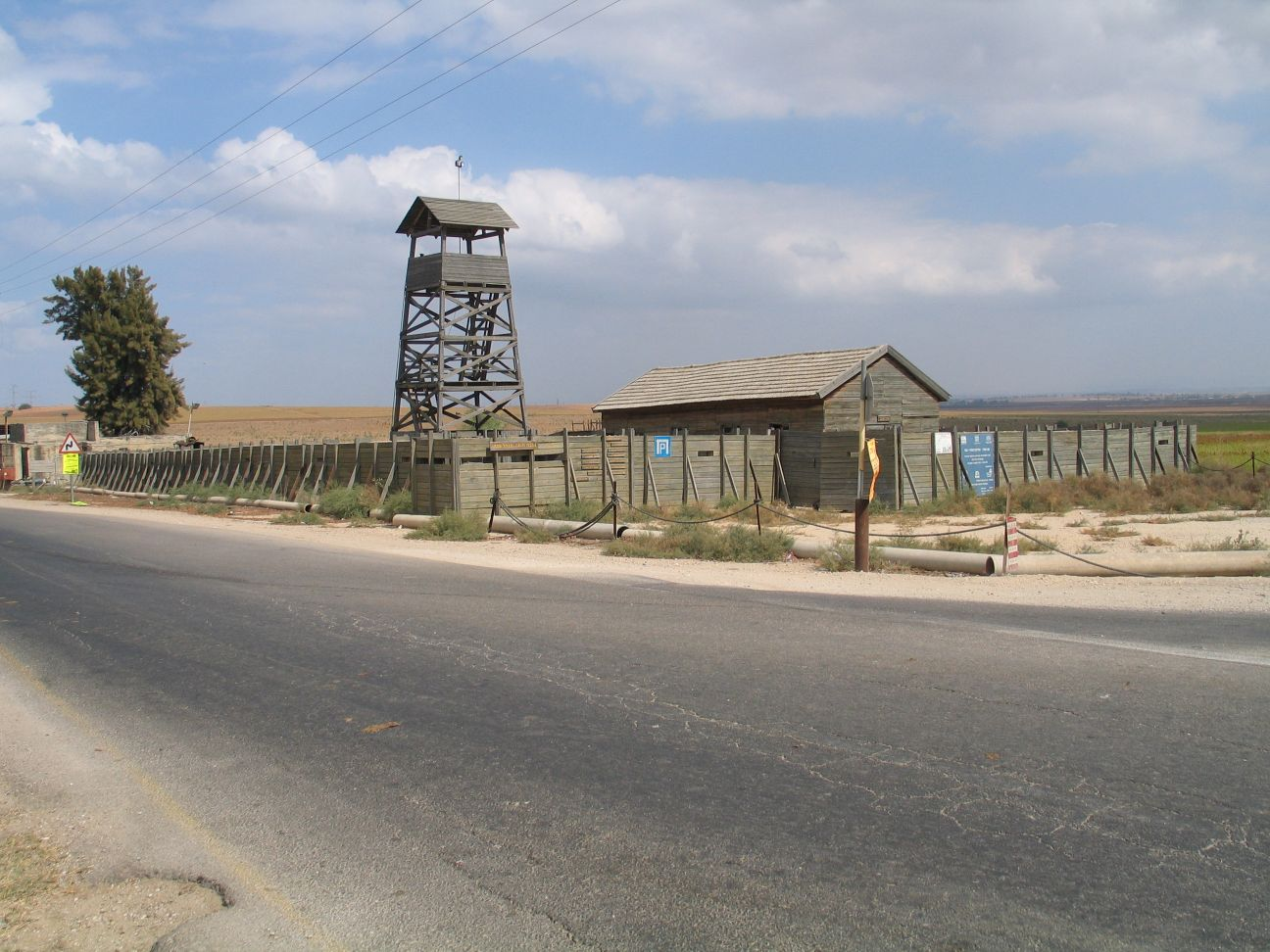
Kibbutz Negba - Torre y empalizada (1939).

Torre y empalizada (hebreo: חומה ומגדל, Jomá U'Migdal) fue un método de construcción de granjas realizadas por los colonos judíos durante el Mandato británico durante la gran revuelta árabe entre los años 1936-39, cuando el establecimiento de nuevos asentamientos judíos estaba limitado por las autoridades del mandato. Durante el transcurso de la campaña de Torre y empalizada, 52 nuevas granjas judías se construyeron en todo el país. 
Estos asentamientos, en un momento dado, se transformaron en granjas agrícolas fortificadas, y sirvieron para fines de seguridad (como las defensas contra invasores de los árabes), así como la creación de regiones de habitantes judíos con población permanente, que más tarde ayudaría a determinar las fronteras del Plan de Partición. 
Todos los principales grupos de asentamientos (en su mayoría kibutzim y moshavim) tomaron parte en la campaña, que consistió en el montaje de una torre de guardia con una valla alrededor de ella. Si bien muchas de estas granjas no fueron aprobadas por el Mandato, las ya existentes no fueron desmanteladas de acuerdo con las leyes de la época. Por lo tanto, la construcción de las granjas de Torre y empalizada se realizaban de forma rápida, generalmente en el curso de una sola noche.